# Mallota bequaerti
Mallota bequaerti är en tvåvingeart som beskrevs av Hull 1956. Mallota bequaerti ingår i släktet hålblomflugor, och familjen blomflugor. Inga underarter finns listade i Catalogue of Life.